# Hallmark Media
Hallmark Media (anteriormente Crown Media Holdings) es una productora de medios estadounidense con sede corporativa ubicada en Studio City, California, propiedad de Hallmark Cards.
Crown Media consiste en Crown Media Productions y su Hallmark Hall of Fame, y Crown Media Family Networks. Crown Media Family Networks es Hallmark Channel y sus spin-offs Hallmark Movies & Mysteries y Hallmark Drama en los Estados Unidos.

## Antecedentes
Desde 1951, Hallmark Cards ha sido propietaria de la serie de películas de antología Hallmark Hall of Fame y más tarde de su correspondiente productora, Hallmark Hall of Fame Productions. De 1990 a 1996, Republic Pictures Home Video distribuyó películas Hallmark Hall of Fame al mercado de videos domésticos.  De 1987 a 1992, Hallmark participó en la propiedad de la red de transmisión en español Univision , junto con sus estaciones de propiedad y operación. En 1989, se asoció con Jones Intercable para crear la sociedad Jones Crown Partners, que poseía diez sistemas de cable de Wisconsin.

## Historia

### Crown Media
Crown Media Inc. fue fundada en 1991 por Hallmark Cards Inc. para comprar sistemas de televisión por cable y vehículos de programación y originalmente tenía su sede en Dallas. Inicialmente, el presidente y director ejecutivo de Hallmark y Crown, James Hoak, poseía el 98% y el 2% respectivamente. Hoak fue presidente del operador de sistemas múltiples Heritage Communications y ejecutivo de la industria de televisión por cable.
First Crown tenía la intención de crear tres grupos de sistemas de cable geográficos con al menos 1/2 millón de suscriptores para fines de 1994. Crown inicialmente compró Jones Crown Partners más otro sistema de mercado de Jones Intercable por un total de 140 mil cuentas. Cencom Cable Associates Inc., con sede en St. Louis que posee sistemas con 160.000 suscriptores y administra otros sistemas con 390.000 suscriptores, fue adquirida a fines de 1991. Esto convirtió a Crown Media en uno de los 20 principales operadores de sistemas múltiples (MSO) de Estados Unidos.
Con el traslado planificado de la sede de Cencom a Dallas en enero de 1993, sus principales ejecutivos se marcharon para formar Charter Communications . Cerca de fines de 1993, Hallmark evaluó su participación en Crown Media, entonces con 800 mil suscriptores, por parte del banquero de inversión Goldman Sachs. Crown Media vendió sus sistemas de cable en junio de 1994 por $900 millones a Charter Communications y Marcus Cable.

### Hallmark Entertainment
Crown Media cambió de dirección en 1994 con la venta de los sistemas de cable. En febrero de 1992, Hallmark Cards había formado Signboard Hill Productions como una productora de la serie Hall of Fame y otros proyectos para teatros o televisión bajo la presidencia de Brad Moore.  También en abril de ese año, Hallmark Cards compró RHI Entertainment por $ 378 millones más $ 50 millones en deuda. obteniendo una biblioteca de películas de más de 1,800 horas.
Hallmark Entertainment se formó en diciembre de 1994 con RHI y Signboard Hill convirtiéndose en subsidiarias.  Robert Halmi Jr. continuó con sus cargos de presidente y director ejecutivo de RHI en Hallmark Entertainment.R

Hallmark también compró una participación del 9,9% en Flextech.  Hallmark Entertainment, con la asistencia de Flextech, luego formó Hallmark Entertainment Network, Inc. a mediados de 1995 para iniciar el canal de televisión de pago Hallmark Entertainment Network (HEN) en Bélgica , los Países Bajos y Luxemburgo . La empresa esperó para iniciar un canal nacional debido a la falta de espacio de transporte y sus derechos nacionales de programación estaban en manos de otros.
Hallmark Entertainment compró a principios de enero de 1995 la biblioteca Filmation de Paravision, una subsidiaria de L'Oreal. La división Hallmark Home Entertainment fue formada por Hallmark Cards en enero de 1995 para distribuir películas al mercado de videos domésticos.  Hallmark Home Entertainment, junto con Cabin Fever, fueron adquiridas por Artisan Entertainment en 1998.
Hallmark Entertainment y The Jim Henson Company iniciaron una asociación en mayo de 1998 para lanzar Kermit Channel , un canal que se dedicaría a sus producciones, incluida la franquicia de los Muppets , en Asia y América Latina a partir de septiembre de 1998, con distribución a cargo de Hallmark Entertainment Network. . El canal HEN tenía a nivel internacional alrededor de seis millones de suscriptores en este momento. Hallmark Entertainment en noviembre de 1998 adquirió una participación del 22,5 por ciento en Odyssey Holdings, operador de Odyssey Network . Hallmark contrató a la exvicepresidenta de Fox Kids, Margaret Loesch, para convertir a Odyssey en un canal familiar.

### Crown Media Holdings
Crown Media se transformó en Crown Media Holdings, Inc. en 2000 como parte de un plan de reorganización que implicaba que la empresa se hiciera pública. Crown Media Holdings se formó como una subsidiaria de Hallmark Entertainment. Hallmark, Chase Equity Associates, Liberty Media y National Interfaith Cable Coalition transfirieron Hallmark Entertainment Network y una participación del 77,5% en Odyssey a Crown Media Holdings. Hallmark recibió todas las acciones Clase B de Crown Media, que valían diez votos cada una, lo que le dio el control de Crown Media. Se realizó una oferta pública inicial en mayo de 2000, vendiendo 10 millones de acciones a $14 por acción por alrededor de $140 millones. El presidente y director ejecutivo de Hallmark, Robert Halmi, Jr.se convirtió en presidente de Crown Media y David Evans se convirtió en presidente y director ejecutivo de Crown Media Holdings. Si bien sus canales tenían 50 millones en la salida a bolsa, la empresa no había obtenido ganancias; Hallmark Entertainment Network perdió $ 35,5 millones en 1998 con ingresos de $ 23,7 millones y en 1999 perdió $ 56,7 millones con ingresos de $ 31,9 millones.
En 2001 se estableció una subsidiaria de medios digitales, Crown Interactive, que intentó lanzar una plataforma de video a pedido en Singapur.  Después de que The Jim Henson Company fuera vendida a la empresa alemana EM.TV & Merchandising en febrero de 2000, se retiró de la sociedad de Kermit Channel con Crown Media y vendió su participación restante en Odyssey el mes siguiente a cambio del 8% de Crown. En abril de 2001, Crown Media compró 700 títulos de Hallmark Entertainment Distribution, una subsidiaria de Hallmark Entertainment, para sus canales de cable y Crown Interactive. En pago por los títulos, Crown Media asumió una deuda de $ 220 millones y otorgó más de 30 millones de acciones a Hallmark Entertainment. La participación de Hallmark en la empresa era entonces de aproximadamente el 65% de las acciones ordinarias en circulación de la empresa y se completó el 1 de octubre de 2001.
Después de llegar a acuerdos para distribuir una red de cable digital religiosa, entre otras concesiones, Crown Media relanzó Odyssey como Hallmark Channel en agosto de 2001. Al final de su contrato, Loesch renunció como presidenta y directora ejecutiva de Crown Media en noviembre de 2001.
En enero de 2004, la compañía estableció Hallmark Movie Channel como medio hermano de Hallmark Channel. El nuevo canal estaba en camino en 2005 para tener 9 millones de suscriptores a finales de 2006. En marzo de 2004, Hallmark Entertainment vendió la biblioteca de Filmation a Entertainment Rights por $ 20 millones (£ 11 millones).
En 2005, Hallmark Entertainment puso a la venta Hallmark Channel, pero lo retiró del mercado después de recibir ofertas insuficientes. Con una pérdida de 233 millones de dólares en 2005, Hallmark consiguió un acuerdo de reparto de impuestos que permitía aplicar las pérdidas de Crown a las ganancias de Hallmark Card. Crown Media tenía $ 750 millones en préstamos de Hallmark Cards de un total de $ 800 millones en préstamos totales contra $ 1 mil millones en capital. Si bien los inversionistas minoritarios, Liberty Media International Inc. y JPMorgan Chase , podrían haber vendido, la gerencia de la compañía se movió para limpiar el balance general y adquirir nueva programación  Los canales de Hallmark en los mercados internacionales se vendieron por unos 242 millones de dólares en 2005 a Sparrowhawk Media , un grupo de capital privado respaldado porProvidence Equity Partners y 3i.  En diciembre de 2005, Crown Media vendió su brazo de producción a un grupo inversor liderado por el fundador de RHI, Robert Halmi Sr., y cambió su nombre a RHI Entertainment. Crown se movió para reducir el personal en un 20% para reducir $ 13-14 millones o más del balance general en 2006. En junio de 2006, David Evans renunció como director ejecutivo y luego se unió a RHI como director de canales y operaciones globales de nuevos medios. Crown Media tenía una biblioteca de 3.000 horas valorada en 375 millones de dólares a mediados de 2006. Crown Media luego vendió a RHI Enterprises, LLC su biblioteca de medios en noviembre de 2006.
En octubre de 2006, Henry Schleiff fue contratado como director ejecutivo de Court TV para prepararlo para la venta y lidiar con el vencimiento de los acuerdos de transporte por cable (ya que el canal estaba en ese momento en 70 millones de hogares). Recibiría una bonificación si se vendiera el canal.
Schleiff dejó el cargo de director ejecutivo en mayo de 2009. Fue reemplazado por Bill Abbott, anterior director de ventas publicitarias. Crown Media tenía una deuda de alrededor de $ 1,1 millones, por lo que está intentando aumentar los ingresos y esperaba refinanciar su deuda en 2010. Schleiff se fue para intentar ayudar a otro pequeño canal de cable a convertirse en un canal importante como lo hizo con Court TV. También aumentó el alcance de Hallmark a 86 millones de hogares cuando se fue.
Abbott trasladó la mayoría de las películas a Hallmark Movies mientras intentaba pasar a un enfoque de estilo de vida similar a los canales interactivos de Scripps Networks . Después de dos acuerdos de contenido para Hallmark Channel en marzo de 2010, Crown Media y Martha Stewart Living Omnimedia estaban en conversaciones sobre el lanzamiento de un canal de empresa conjunta, Hallmark Home. Los socios potenciales estaban considerando traer un socio de capital privado y hablar con los distribuidores.
Crown Media había puesto en desarrollo una serie animada basada en los personajes de tarjetas electrónicas de Hallmark, Hoops y Yoyo , en marzo de 2010.. Classic Media se hizo cargo de la distribución mundial del especial navideño Hoops & Yoyo Ruin, que CBS recoge por un Noviembre de 2011 debut.
En marzo de 2011, Crown Media cambió el nombre de su unidad Hallmark Channels a Crown Media Networks. Hallmark Movie Channel fue rebautizado como Hallmark Movies & Mysteries en el cuarto trimestre de 2014.  Crown Media Holdings formó Crown Media Productions en marzo de 2015 bajo la dirección de la vicepresidenta ejecutiva de programación Michelle Vicary para financiar seis telefilmes para 2015 y el doble en 2016.  En febrero de 2016, Crown Media se hizo cargo de la propiedad de Hallmark Hall of Fame división de Hallmark Cards colocada bajo Crown Media Productions.
El 9 de marzo de 2016, Hallmark Cards anunció que compraría menos del 10% restante de Crown Media Holdings que cotiza en bolsa y convertiría la empresa en privada. Hallmark lo hizo a través de la fusión abreviada de Delaware, que permite que una empresa matriz que posee más del 90 % pase por alto a la junta directiva y los accionistas de la subsidiaria para aprobar la compra/fusión. La privatización se completó más tarde ese año.
NBCUniversal acordó comprar Sparrowhawk Media, operador internacional de Hallmark Channel, en agosto de 2007. Con la reversión de los derechos de marca registrada de Hallmark en julio de 2011, Universal Networks International cambió los canales internacionales de Hallmark a Diva Universal , 13th Street Universal , Studio Universal , Universal Channel o cerrarlos.
En octubre de 2017, Crown Media lanzó dos nuevos servicios; El canal Hallmark Drama el día 1 y Hallmark Movies Now , un servicio de transmisión por suscripción, el día 3. La compañía también indicó que se estaba trabajando en una división editorial.
En octubre de 2018, Crown Media Family Networks y W Network establecieron un acuerdo en el que W Network había adquirido los derechos canadienses exclusivos de la biblioteca de programación original de Hallmark Media. El 1 de noviembre de 2018, W Network lanzaría la programación de Hallmark Channel, que también es el comienzo del evento Countdown to Christmas.
Crown Media fue más allá de la televisión en audio con un canal de radio satelital y un podcast en 2018. Con SiriusXM , Crown Media lanzó el canal Hallmark Channel Radio el 1 de noviembre de 2018.  El 14 de diciembre de 2018, se lanzó el podcast oficial de Hallmark Channels. con dos podcasts subtitulados, Countdown to Christmas y Miracles of Christmas.  Si bien los días 8, 9 y 10 de noviembre de 2019, junto con el décimo aniversario de la programación "Countdown to Christmas", la compañía y That's4Entertainment celebraron su primera Hallmark Christmas Con en el New Jersey Convention and Exposition Center en Edison con apariciones por las estrellas de cine navideñas de Hallmark.
El 14 de marzo de 2019, Crown Media anunció que cortaría lazos con la popular actriz de Hallmark Channel, Lori Loughlin , luego de su arresto como parte de una operación encubierta federal de alto perfil relacionada con irregularidades en las admisiones universitarias.
En junio de 2020, Wonya Lucas fue nombrado nuevo director ejecutivo de Crown Media.

## Unidades

### Hallmark Home Entertainment
La división Hallmark Home Entertainment era una empresa de distribución de videos domésticos que se vendió a Live Entertainment .
La división Hallmark Home Entertainment fue formada por Hallmark Cards en enero de 1995 para distribuir películas al mercado de videos domésticos. Con Hallmark Hall of Fame y RHI films propiedad de películas en acuerdos de mercado de videos domésticos hasta 1996 con sus principales distribuidores, Republic Pictures y Cabin Fever Entertainment respectivamente, la división tuvo que adquirir películas para distribuirlas de otras productoras. Samuel Goldwyn Company fue la primera en firmar con Hallmark Home un contrato de cuatro años para material nuevo en enero de 1995 con la expectativa de ir exclusivamente con Hallmark a medida que se revierten sus derechos de biblioteca. Para el 30 de junio de 1995, October Films también había firmado un acuerdo de distribución de videos domésticos con la compañía. Sus dos primeros lanzados, Eat Drink Man Womany Oleanna de David Mamet , estuvieron en la semana del 30 de junio de 1995.  No se esperaba que otra subsidiaria de producción de Hallmark Card, Signboard Hill Productions, tuviera películas disponibles para la unidad hasta 1996. Más tarde, en 1995, Hallmark Home Entertainment lanzó su propia subetiqueta, que es Evergreen Entertainment.  En 1997, Hallmark Home Entertainment trabajó con Binney & Smith y su junta de educadores en el desarrollo de dos líneas para niños con la marca Crayola , Crayola Kids Adventures, para niños de 6 años en adelante, y Crayola Presents Animated Tales, para niños de 2 años en adelante, ambas una serie de tres adaptaciones directas a video de novelas infantiles famosas.  En diciembre de 1997, Live Entertainment acordó comprar Hallmark Home Entertainment. Mientras tanto, Hallmark Home completó la compra de Cabin Fever Entertainment, distribuidor de películas de RHI, en marzo de 1998 de UST, Inc. , ex US Tobacco. La compra de Hallmark Home Entertainment, junto con Cabin Fever, se completó en 1998.

### Hallmark Publishing
Hallmark Publishing es la división editorial de Crown Media Holdings que comenzó en 2017 y está dirigida por la editora ejecutiva Stacey Donovan (el nombre legal del autor Bryn Donovan ).
La división editorial comenzó a lanzar libros electrónicos el 17 de octubre de 2017, comenzando con su adaptación para telefilme Journey Back to Christmas. La división también comenzó a aceptar presentaciones, que podrían adaptarse a películas para televisión. A partir del 20 de marzo de 2018, Hallmark Publishing puso a disposición su libro en rústica comercial. El 26 de julio de 2018, en la gira de prensa de verano bianual de la Asociación de Críticos de Televisión, Crown Media anunció su primer conjunto de novelas originales. El 16 de enero de 2019, Hallmark Publishing se asoció con Dreamscape Media y comenzó a publicar audiolibros.  El 24 de febrero de 2020, Hallmark Publishing se asoció con Walmart en un programa de bolsillo para el mercado masivo.  El 1 de octubre de 2020, Simon & Schuster se convirtió en el distribuidor de libros electrónicos y ediciones impresas de Hallmark Publishing.  Dos libros de Hallmark Publishing se han adaptado a películas de Hallmark: The Secret Ingredient de Nancy Naigle, y A Timeless Christmas de Alexis Stantonand A Timeless Christmas by Alexis Stanton (tratamiento original de Stacey Donovan). En 2019 y 2020, dos libros de Hallmark Publishing títulos—Wrapped Up in Christmas, y Country Hearts de Cindi Madsenand — llegaron a la lista de los más vendidos de USA Today . Encantos de Navidadde Teri Wilson fue nombrada una de las "Mejores novelas románticas de 2020" por la revista Cosmopolitan.

### Letrero Hill Productions
Signboard Hill Productions, Inc. era una productora propiedad de Hallmark Entertainment.
La subsidiaria fue fundada en febrero de 1992 por Hallmark Cards para la serie del Salón de la Fama y para aprovechar la experiencia en producción del Salón de la Fama hacia proyectos adicionales para teatros o televisión bajo la presidencia de Brad Moore (que continúa como vicepresidente de la división de publicidad y programación televisiva) y Hallmark Cards. el vicepresidente ejecutivo Robert L. Stark como presidente de Signboard. Se contrató a Richard Welsh Company para ayudar a Signboard Hill en el desarrollo de proyectos como lo había hecho desde 1982 para el Salón de la Fama.
Con RHI, Signboard coprodujo Blind Spot , la presentación número 177 del Salón de la Fama protagonizada por Joanne Woodward, que se exhibió en 1993. La compañía comenzó a filmar su primera producción en solitario en junio de 1993 llamada Breathing Lessons para la película del Salón de la Fama en Pittsburgh con James Garner y Joanne Woodward. En julio de 1993, Signboard Hill Productions firmó un acuerdo de producción con ABC para 10 películas para televisión de dos horas. Estas películas serían coproducidas con RHI para ser transmitidas los sábados por la noche durante la temporada 1994–95.

## Podcasts
Crown Media produce podcasts bajo la marca de Podcast oficial de Hallmark Channels desde 2018.
- El 14 de diciembre de 2018, se lanzó el podcast oficial de Hallmark Channels con dos podcasts subtitulados, Countdown to Christmas y Miracles of Christmas.[35] Crown tomó un podcast de aficionados y lo convirtió en su tercer podcast en abril de 2019.[58][59]

- Countdown to Christmas (14 de diciembre de 2018—) presentado por Debbie Matenopoulos y Cameron Mathison de Home and Family[35]

Milagros de Navidad (14 de diciembre de 2018—) presentado por Brennan Elliott y Nikki DeLoach.
- Hallmark Channels Bubbly Sesh  (abril de 2019—) un podcast para fanáticos iniciado en octubre de 2017 por Jacklyn "Jacks" Collier y Shawlini "Shawl" Manjunath-Holbrook.[58][59]